# Ortigosa de Cameros
Ortigosa de Cameros é um município da Espanha 
na província e comunidade autónoma de La Rioja, de área 35,26 km² com população de 294 habitantes (2007) e densidade populacional de 8,69 hab/km².
Está situada na comarca de Camero Nuevo, a 1061 metros de altitude. Destacam-se as suas grutas naturais de La Paz e La Viña, duas covas únicas na região onde se pode ver estalactites, estalagmites e outras formações calcárias.

## Demografia
| Variação demográfica do município entre 1991 e 2004 | Variação demográfica do município entre 1991 e 2004 | Variação demográfica do município entre 1991 e 2004 | Variação demográfica do município entre 1991 e 2004 |
| --------------------------------------------------- | --------------------------------------------------- | --------------------------------------------------- | --------------------------------------------------- |
| 1991                                                | 1996                                                | 2001                                                | 2004                                                |
| 355                                                 | 338                                                 | 327                                                 | 306                                                 |